# Парламентські вибори в Молдові 2021

Результати виборів за територіальними виборчими комісіями

Позачергові парламентські вибори 2021 року в Молдові — вибори, що пройшли в Молдові 11 липня 2021 року. Після відставки Йона Кіку, посада прем'єр-міністра стала вакантною, а парламент був зобов'язаний сформувати новий уряд упродовж трьох місяців. Після закінчення цього терміну і двох невдалих спроб домогтися схвалення парламентом запропонованих кабінетів міністрів, 15 квітня Конституційний суд дійшов висновку, що обставини, які виправдовують розпуск парламенту, дотримані. 28 квітня президент Мая Санду підписала указ про розпуск парламенту та призначення позачергових виборів.
Партія «Дія і Солідарність» (PAS) отримала 52,80 % голосів і завоювала 63 місця, що становить більшість в місцевому парламенті. Виборчий блок комуністів і соціалістів (BECS) отримав 27,17 % голосів і здобув 32 місця, а партія «Шор» отримала 5,74 % голосів і зайняла 6 місць. Жодна інша партія або блок не досягли виборчого порогу, необхідного для отримання місць.
ОБСЄ оцінила вибори як конкурентні і добре проведені, попри неадекватний розгляд виборчих суперечок та питань фінансування виборчої кампанії. У Співдружності Незалежних Держав (СНД) відзначили, що процедура пройшла відповідно до вимог Виборчого кодексу. Спостерігачі СНД не повідомили про будь-які порушення, які могли б уплинути на результати виборів.

## Передумови
Відповідно до Конституції, уряд має бути сформований протягом трьох місяців після оголошення Конституційним судом офіційних результатів парламентських виборів. Результати виборів, що відбулися 24 лютого 2019 року, були затверджені 9 березня. 8 червня Партія соціалістів (ПСРМ) і блок ACUM сформували коаліційний уряд на чолі з Маєю Санду. Однак Демократична партія (ДПМ) звернулася до Верховного суду, заявивши, що уряд не був сформований вчасно. Суд розтлумачив тримісячний термін як 90 днів, що означало, що крайньою датою для сформування уряду було 7 червня, і дійшов висновку про необхідність проведення позачергових виборів. Наступного дня суд відсторонив президента Ігоря Додона (колишнього лідера ПСРМ) від виконання президентських повноважень і обов'язків за неспроможність розпустити парламент і призначив колишнього прем'єр-міністра Павла Філіпа з ДПМ виконувачем обов'язків президента. Згодом Філіп видав указ про призначення дострокових виборів на 6 вересня.
Додон і коаліція ПСРМ-ACUM назвали цей процес незаконним. Уряди Росії, Франції, Німеччини, Польщі, Швеції та Великої Британії визнали новосформований кабінет Санду законним урядом. 14 червня Філіп пішов у відставку і дав можливість уряду ПСРМ-ACUM почати свою діяльність. Однак згодом новий уряд відсторонили від влади внаслідок вотуму недовіри в парламенті 12 листопада внаслідок спору з приводу законопроєкту, що передбачав, що уряд делегує частину своїх пленарних повноважень прем'єр-міністру, щоб запропонувати «остаточний список» з кандидатами на посаду генерального прокурора.
Ще один новий уряд ПСРМ-ДПМ на чолі з Йоном Кіку був сформований 14 листопада 2019 року. Демократична партія вийшла з коаліції 7 листопада 2020 року, під час президентських виборів, щоб дозволити сформувати новий уряд за нового президента. Кабінет Кіку залишився при владі як уряд меншості за підтримки партії «Шор», а міністри ДПМ були замінені позапартійними. Колишня прем'єр-міністр і лідерка ПАС (ACUM) Мая Санду була обрана президентом 15 листопада 2020 року. Кіку подав у відставку з посади прем'єр-міністра 23 грудня, за кілька годин до винесення вотуму недовіри, ініційованого ПАС.
Санду планувала двічі призначити Наталію Гаврилицю на посаду прем'єр-міністерки, щоб оголосити дострокові вибори, оскільки, згідно з конституцією Молдови, якщо парламенту двічі не вдасться затвердити новий уряд протягом 45 днів після першого подання, це призведе до його розпуску. Санду вперше висунула кандидатуру Гаврилиці на прем'єрське крісло 27 січня 2021 року, а 11 лютого її кандидатура була одностайно відхилена парламентом. Потім ПСРМ і її союзники запропонували на цю посаду Маріану Дурлештяну, отримавши підтримку 54 з 101 депутата, але Санду натомість повторно висунула кандидатуру Гаврилиці 11 лютого 2021 року. Однак 23 лютого 2021 року Конституційний суд ухвалив, що Санду не повинна була двічі висувати кандидатуру Гаврилиці. Санду висунула Ігоря Гросу на цю посаду 16 березня після того, як Дурлештяну зняла свою кандидатуру.
Гросу не вдалося затвердити свій уряд через бойкот голосування опозицією, очолюваною соціалістами, що призвело до провалу голосування через відсутність кворуму. Ці дві невдалі спроби зробили можливими дострокові парламентські вибори, і Санду звернулася до Конституційного суду з проханням перевірити конституційність розпуску парламенту і призначення позачергових виборів. Однак 31 березня парламент проголосував за введення 60-денного надзвичайного стану для боротьби з пандемією COVID-19, протягом якого не можна було проводити позачергові вибори. 15 квітня Конституційний суд ухвалив рішення на користь розпуску парламенту. 28 квітня Конституційний суд визнав надзвичайний стан, введений парламентом 31 березня, неконституційним, оскільки рішення парламенту, яким воно було введено, ухвалили з порушенням правил процедури, оскільки не було встановлено, навіщо виконавчій владі потрібні розширені повноваження. Пізніше в той же день президент Мая Санду підписала указ про розпуск парламенту і призначила позачергові парламентські вибори на 11 липня 2021 року.

## Виборча система
101 місце в парламенті обирається за партійними списками на основі пропорційного представництва в єдиному загальнонаціональному виборчому окрузі. Виборчий список може містити від 51 до 103 кандидатів. Загальнонаціональний виборчий поріг залежить від типу списку; для окремих партій або організацій поріг складає 5 %, для виборчого блоку з двох або більше партій — 7 %. Для позапартійних кандидатів поріг становить 2 %.

## Перебіг подій
Апеляційний суд Кишинева зобов'язав скоротити число виборчих дільниць у так званому «ПМР» з 41 до 12, але 10 липня Верховний суд Молдови скасував це рішення, залишивши дозіл на роботу 41 дільниці.

## Партії та коаліції
У виборах брали участь 20 партій. У списку наведено партії, представлених у парламенті Молдови до виборів 2021 року, та партії, які подали списки до участі у виборах.
| Партія | Партія             | Ідеологія                                                                   | Лідер             | Місця       |
| ------ | ------------------ | --------------------------------------------------------------------------- | ----------------- | ----------- |
|        | BECS               | Демократичний соціалізм, комунізм, молдовенізм, русофільство                | Володимир Воронін | 37          |
|        | PAS                | Лібералізм, пан'європеїзм                                                   | Ігор Гросу        | 15          |
|        | PPDA               | Лібералізм, пан'європеїзм                                                   | Андрей Нестасе    | 11          |
|        | PDM                | Соціал-демократія, пан'європеїзм                                            | Павел Філіп       | 10          |
|        | Партія «Шор»       | Націонал-консерватизм, русофільство, протекціонізм                          | Ілан Шор          | 9           |
|        | Про Молдова*       | Ліберальний консерватизм, пан'європеїзм                                     | Андріан Канду     | 7           |
|        | PUN                | Уніонізм, пан'європеїзм, християнська демократія                            | Октавіан Цику     | 1           |
|        | BERU               | Молдовенізм, русофільство, економічний націоналізм, соціальний консерватизм | Ренато Усатий     | Немає місць |
|        | AUR                | Уніонізм, правий популізм, румунський націоналізм, християнські праві       | Влад Білецькі     | Немає місць |
|        | PPDA               | Популізм, уніонізм, пан'європеїзм                                           | Василе Костюк     | Немає місць |
|        | PEV                | Зелена політика, пан'європеїзм                                              | Володимир Брага   | Немає місць |
|        | PLD                | Християнська демократія                                                     | Ніколає Алексей   | Немає місць |
|        | NOI                | Соціал-демократія, християнська демократія, пан'європеїзм                   | Світлана Чесарі   | Немає місць |
|        | PACE               | Лібералізм, пан'європеїзм                                                   | Ґеорґе Кавкалюк   | Немає місць |
|        | PDCM               | Пан'європеїзм                                                               | Йон Кіку          | Немає місць |
|        | PRM                | Русофільство, регіоналізм                                                   | Олександр Калінін | Немає місць |
|        | PAC-CC             | Демократичний соціалізм, лівий популізм                                     | Юрій Мунтян       | Немає місць |
|        | POM                | Соціал-демократія                                                           | Сергій Тома       | Немає місць |
|        | PPO                |                                                                             | Руслан Кодряну    | Немає місць |
|        | MPS                |                                                                             | Ілля Доніца       | Немає місць |
|        | PNOI               |                                                                             | Володимир Дачі    | Немає місць |
|        | PPM                |                                                                             | Михайло Гарбуз    | Немає місць |
|        | PS                 |                                                                             | Штефан Глігор     | Немає місць |
|        | В'ячеслав Валько** |                                                                             | В'ячеслав Валько  | Немає місць |

* = Примітка: «Про Молдова» не брала участі у парламентських виборах 2021 року

** = Незалежний політик

## Результати
Партія «Дія і Солідарність» отримала 52,80 % голосів і здобула абсолютну більшість в парламенті, зайнявши 63 з 101 місця, що на 48 місць більше. президент Молдови Мая Санду заявила після виборів: «Я сподіваюся, що сьогодні закінчилася важка епоха для Молдови, що сьогодні закінчилося правління злодіїв над Молдовою».
Виборчий блок комуністів і соціалістів отримав 32 місця, втративши три місця в порівнянні з попередніми виборами. Голова Партії соціалістів Ігор Додон після виборів сказав: «Я звертаюся до майбутніх депутатів нового парламенту, ми не повинні допустити нової політичної кризи в Молдові. Було б непогано мати період політичної стабільності».
Партія «Шор» стала третьою і найменш чисельною партією з парламентським представництвом, отримавши шість місць з 5,74 % голосів.
|                                                            |                                                |           |        |       |      |  |
| Партія                                                     | Партія                                         | Голоси    | %      | Місця | +/-  |  |
|                                                            | Партія «Дія і Солідарність»                    | 774,753   | 52.80  | 63    | +48  |  |
|                                                            | Виборчий блок комуністів і соціалістів         | 398,675   | 27.17  | 32    | -3   |  |
|                                                            | Партія «Шор»                                   | 84,187    | 5.74   | 6     | -1   |  |
|                                                            | Виборчий блок «Ренато Усатий»                  | 60,100    | 4.10   | 0     | Нова |  |
|                                                            | Платформа «Гідність і правда»                  | 34,184    | 2.33   | 0     | -11  |  |
|                                                            | Демократична партія Молдови                    | 26,545    | 1.81   | 0     | -30  |  |
|                                                            | Партія «Демократія вдома»                      | 21,255    | 1.45   | 0     | 0    |  |
|                                                            | Партія «Ми будуємо Європу вдома»               | 18,781    | 1.28   | 0     | Нова |  |
|                                                            | Партія колективної дії — Громадянський конгрес | 11,269    | 0.77   | 0     | Нова |  |
|                                                            | Альянс за єдність румунів                      | 7,216     | 0.49   | 0     | Нова |  |
|                                                            | Партія національної єдності                    | 6,646     | 0.45   | 0     | Нова |  |
|                                                            | Партія розвитку та консолідації                | 6,315     | 0.43   | 0     | Нова |  |
|                                                            | Професійний рух «Надія»                        | 2,814     | 0.19   | 0     | 0    |  |
|                                                            | Партія змін                                    | 2,452     | 0.17   | 0     | Нова |  |
|                                                            | Партія народної влади                          | 1,613     | 0.11   | 0     | Нова |  |
|                                                            | Партія трудового народу                        | 1,467     | 0.10   | 0     | Нова |  |
|                                                            | Партія закону та справедливості                | 1,444     | 0.10   | 0     | Нова |  |
|                                                            | Новий історичний вибір                         | 1,431     | 0.10   | 0     | Нова |  |
|                                                            | Партія регіонів                                | 1,264     | 0.09   | 0     | 0    |  |
|                                                            | Зелена екологічна партія                       | 1,202     | 0.08   | 0     | 0    |  |
|                                                            | Патріоти Молдови                               | 892       | 0.06   | 0     | Нова |  |
|                                                            | Нова партія                                    | 197       | 0.01   | 0     | Нова |  |
|                                                            | Незалежні (В'ячеслав Валько)                   | 2,514     | 0.17   | 0     | -3   |  |
| Разом                                                      | Разом                                          | 1,467,216 | 100.00 | 101   | 0    |  |
| Джерело: ЦВК [Архівовано 12 липня 2021 у Wayback Machine.] |                                                |           |        |       |      |  |

### Явка виборців
| Рік виборів                                                       | Час    | Час     | Час     | Час     | Час     | Час |
| Рік виборів                                                       | 9:30   | 12:30   | 15:30   | 18:30   | 21:00   |     |
| ----------------------------------------------------------------- | ------ | ------- | ------- | ------- | ------- | --- |
| 2019                                                              | 5.90 % | 24.00 % | 37.40 % | 45.70 % | 49.10 % |     |
| 2020                                                              | 5.50 % | 19.60 % | 33.00 % | 42.50 % | 45.60 % |     |
| 2021                                                              | 8.80 % | 23.70 % | 33.20 % | 41.90 % | 48.30 % |     |
| Джерело: alegeri.md [Архівовано 15 липня 2021 у Wayback Machine.] |        |         |         |         |         |     |

### Результати виборів по адміністративно-територіальних одиницях
| №            | Одиниця                                     | Явка, % | PAS   | BECS  | ШОР   | BERU  | PPDA | PDM  | AUR  |
| ------------ | ------------------------------------------- | ------- | ----- | ----- | ----- | ----- | ---- | ---- | ---- |
| 1            | Кишинів                                     | 47.68   | 56.77 | 28.40 | 3.63  | 2.36  | 2.16 | 0.72 | 0.67 |
| 2            | Бєльці                                      | 42.82   | 27.34 | 40.17 | 3.89  | 22.69 | 0.99 | 0.65 | 0.30 |
| 3            | Аненій-Ной                                  | 42.68   | 50.17 | 29.51 | 5.67  | 2.59  | 3.03 | 3.30 | 0.54 |
| 4            | Бессарабка                                  | 37.34   | 40.76 | 35.31 | 7.57  | 4.73  | 2.02 | 2.39 | 0.44 |
| 5            | Бричани                                     | 41.29   | 25.49 | 50.77 | 8.82  | 5.95  | 1.52 | 1.78 | 0.21 |
| 6            | Кагул                                       | 39.71   | 53.55 | 29.63 | 4.15  | 2.65  | 1.49 | 0.86 | 0.68 |
| 7            | Кантемір                                    | 37.65   | 55.82 | 22.11 | 5.01  | 3.90  | 3.02 | 2.82 | 0.70 |
| 8            | Келераш                                     | 42.45   | 60.76 | 19.10 | 4.89  | 1.47  | 3.51 | 4.62 | 0.36 |
| 9            | Каушани                                     | 42.30   | 52.99 | 26.52 | 5.18  | 1.74  | 3.31 | 3.17 | 0.36 |
| 10           | Чімішлія                                    | 39.24   | 56.19 | 24.59 | 4.22  | 1.70  | 2.58 | 4.69 | 0.34 |
| 11           | Криуляни                                    | 48.74   | 65.87 | 15.64 | 6.45  | 1.51  | 3.09 | 1.68 | 0.57 |
| 12           | Дондюшани                                   | 48.19   | 25.90 | 50.70 | 7.59  | 6.95  | 1.79 | 1.33 | 0.46 |
| 13           | Дрокія                                      | 42.19   | 39.02 | 34.88 | 7.52  | 9.93  | 1.94 | 0.85 | 0.35 |
| 14           | Дубесар                                     | 43.85   | 45.16 | 33.08 | 7.42  | 2.32  | 2.31 | 3.42 | 0.44 |
| 15           | Єдинці                                      | 44.12   | 29.20 | 47.11 | 7.94  | 5.20  | 2.40 | 2.68 | 0.29 |
| 16           | Фалешти                                     | 43.66   | 36.53 | 31.77 | 6.41  | 15.15 | 1.27 | 4.13 | 0.28 |
| 17           | Флорешти                                    | 43.47   | 41.07 | 35.09 | 8.72  | 5.94  | 2.26 | 1.02 | 0.30 |
| 18           | Глодяни                                     | 42.56   | 33.08 | 34.02 | 7.85  | 10.39 | 1.79 | 8.09 | 0.37 |
| 19           | Гинчешти                                    | 39.94   | 63.87 | 16.90 | 3.09  | 1.93  | 3.43 | 3.62 | 0.55 |
| 20           | Яловени                                     | 47.58   | 71.80 | 10.05 | 2.58  | 2.57  | 5.03 | 2.23 | 0.44 |
| 21           | Леова                                       | 41.03   | 54.26 | 24.76 | 5.06  | 4.39  | 2.58 | 2.38 | 0.43 |
| 22           | Ніспорени                                   | 40.58   | 65.95 | 14.49 | 3.22  | 2.26  | 3.64 | 3.02 | 0.59 |
| 23           | Окниця                                      | 48.80   | 19.17 | 59.55 | 8.22  | 3.83  | 1.10 | 1.27 | 0.34 |
| 24           | Оргіїв                                      | 46.66   | 46.70 | 8.97  | 36.98 | 1.06  | 1.50 | 0.85 | 0.38 |
| 25           | Резина                                      | 47.56   | 48.66 | 26.27 | 11.23 | 2.55  | 4.45 | 1.23 | 0.29 |
| 26           | Ришкани                                     | 46.26   | 32.01 | 41,67 | 5.28  | 8.86  | 2.11 | 5.15 | 0.41 |
| 27           | Синжерея                                    | 41.37   | 46.15 | 28.89 | 7.98  | 8.60  | 2.20 | 1.07 | 0.31 |
| 28           | Сороки                                      | 45.11   | 40.03 | 38.65 | 6.05  | 3.51  | 2.37 | 2.96 | 0.63 |
| 29           | Страшени                                    | 44,10   | 67.55 | 15.48 | 3.03  | 1.90  | 2.80 | 2.51 | 0.60 |
| 30           | Шолданешти                                  | 45.72   | 40.64 | 28.79 | 10.43 | 3.21  | 2.83 | 7.48 | 0.36 |
| 31           | Штефан-Вода                                 | 41.63   | 54.11 | 25.09 | 3.89  | 2.32  | 4.75 | 2.98 | 0.57 |
| 32           | Тараклія                                    | 42.30   | 6.52  | 58.05 | 28.24 | 1.24  | 0.24 | 0.72 | 0.31 |
| 33           | Теленешти                                   | 44.37   | 59.59 | 13.01 | 9.34  | 1.22  | 8.29 | 3.01 | 0.37 |
| 34           | Унґени                                      | 43.61   | 50.80 | 28.29 | 4.53  | 3.42  | 2.87 | 3.29 | 0.40 |
| 36           | Гагаузія                                    | 36.87   | 4.14  | 80,75 | 4.86  | 3.15  | 0.15 | 0.55 | 0.03 |
| 35           | Придністров'я                               |         | 13.59 | 62.21 | 6.25  | 1.82  | 1.20 | 2.75 | 0.38 |
| 36           | Дипломатичні установи (молдовська діаспора) |         | 86.23 | 2.47  | 0.59  | 2.78  | 1.75 | 0.34 | 0.62 |
| Разом        | Разом                                       | 48.41   | 52.80 | 27.17 | 5.74  | 4.10  | 2.33 | 1.81 | 0.49 |
| Джерело: CEC |                                             |         |       |       |       |       |      |      |      |

## Наслідки
PAS стала першою партією, що отримала абсолютну більшість місць самостійно з квітня 2009 року, і першою партією, що отримала абсолютну більшість голосів з 2001 року. Це також був перший випадок, коли ні ПСРМ, ні ПКРМ не отримали найбільшу кількість голосів або місць з 1994 року. Колишній партнер PAS по коаліції DA також втратив всі свої місця, як і Демократична партія Молдови (раніше пов'язана з олігархом Володимиром Плахотнюком, який втік з країни 2019 року), яка вперше за більш ніж десятиліття не буде представлена в парламенті.
- Молдова: президент Мая Санду заявила, що це «кінець правління злодіїв в Молдові. Завдання стоять великі, людям потрібні результати, і вони повинні відчути переваги чистого парламенту та чесного і компетентного уряду». Вона закликала «використати енергію сьогоднішнього голосування для перетворення Молдови»[26].
- Партія соціалістів Республіки Молдова: Голова ПСРМ Ігор Додон визнав поразку і висловив розчарування результатом, сказавши в заяві: «Ми явно хотіли отримати більш високий загальний відсоток». Він привітав своїх опонентів, але попередив, що його сили будуть уважно стежити за ситуацією, тому що для однієї партії небезпечно мати «повну монополію на молдавську політику»[27].

### Міжнародна реакція
- Організація з безпеки і співробітництва в Європі: ОБСЄ опублікувала заяву про те, що, за словами закордонних спостерігачів зі спільної наглядової місії Бюро ОБСЄ з демократичних інститутів і прав людини (БДІПЛ), Парламентської Асамблеї ОБСЄ (ПА ОБСЄ), Парламентської Асамблеї Ради Європи (ПАРЄ) та Європейського парламенту (ЄП), позачергові парламентські вибори в Молдові були конкурентними і добре проведеними, незважаючи на неадекватний розгляд виборчих спорів та питань фінансування виборчої кампанії[3].
- Румунія: Президент Клаус Йоганніс сказав: «Вітаю громадян Республіки Молдова за їхній громадянський дух і чіткий вибір на користь реформ, верховенства закону і європейської інтеграції! Вітаю Майю Санду за мужність, наполегливість і далекоглядність! Румунія буде разом з Республікою Молдова в підтримці реформ і європейського курсу!»[28]. Крім того, голова фракції Європейського парламенту «Оновлюємо Європу» Дачіан Чолош заявив: «Перемога демократії в Молдові, вітаємо всіх молдаван! Молдова може розраховувати на повну підтримку ЄС у справі підвищення рівня життя і поліпшення демократії для своїх громадян»[29].
- Україна: Президент Володимир Зеленський заявив: «Щиро вітаю колегу Президентку Майю Санду із переконливою перемогою демократичних проєвропейських політичних сил, зокрема партії „Дія і солідарність“, на парламентських виборах! Це надзвичайно важливий крок дружньої Молдови на шляху реформ і реалізації європейських прагнень!»[30]
- Литва: Прем'єр-міністр Інґріда Шимоніте сказала: «Вітаю Майю Санду з переконливою перемогою ПАС на дострокових парламентських виборах, а народ Молдови — з вибором шляху реформ, прозорості та європейської інтеграції. Ви можете розраховувати на підтримку Литви!»[31].
- Латвія: Міністр закордонних справ Едгарс Рінкевичс сказав: «Дуже переконлива перемога реформ і європейського порядку денного на виборах в Молдові. Тепер ключовим моментом є реальне впровадження обіцяних змін. Латвія готова надати всю необхідну підтримку нашим молдавським друзям. Вітаю, Молдово!»[32].
- Словаччина: Міністр закордонних справ Іван Корчок сказав: «Я вітаю народ Молдови з успішним проведенням демократичних парламентських виборів і твердим підтвердженням його волі йти європейським шляхом»[33].
- Німеччина: Федеральний міністр оборони Аннеґрет Крамп-Карренбауер заявила: «Вітаю Вас, Має Санду, з чудовою перемогою ПАС на виборах з 52,5 %! Це дуже сильна підтримка для вас і курсу на реформи і боротьбу з корупцією в Республіці Молдова. Гарні новини!»[34]